# パリンヤー・ジャルーンポン
パリンヤー・ジャルーンポン（Parinya Charoenphol、1981年6月9日 - ）は、タイの元ムエタイ選手、ムエタイ指導者。女優、タレント。バンコク出身。リングネームはパリンヤー・ギアップサパー(Parinya Kiatbusaba)、または、ノントゥム・パリンヤー。

## 来歴
チェンマイにある「ギアップサパー・ムエタイジム」に入門。
1995年にムエタイ選手としてデビュー。トランスジェンダーボクサーとして活躍し、1998年にはシュートボクシングに参戦、井上京子と異種格闘技戦を行った。
リングネームがノントゥム・パリンヤーとなる。
1999年に性転換手術を受け、女優兼モデルに転身し、2001年7月に日本で引退記念試合を行った。だが、タイでは2004年まで現役を続けていた。
2003年、半生を描いた映画『ビューティフル・ボーイ』が公開。（日本公開は2005年）
2006年2月、復帰。男子キックボクサーのケンシロウと対戦し勝利。7月、女子ライト級の高田結と対戦し引き分け。
その後、ムエタイ指導者に転身しジムを経営している。